# Heidelberger Landstraße 75
Das Haus Heidelberger Landstraße 75 wurde 1913/14 als Landhaus in Darmstadt-Eberstadt errichtet. Es ist heute in architektonischer und stadtgeschichtlicher Hinsicht als Kulturdenkmal eingestuft.

## Geschichte und Beschreibung
Das Haus wurde in den Jahren 1913 und 1914 als Landhaus erbaut. Das zweigeschossige kubusförmige Bauwerk besitzt ein weit heruntergezogenes Zeltdach, das im Obergeschoss vertikal in die Fassade übergeht. Es wird durch einen abgerundeten Balkon symmetrisch gegliedert.
Der ringsum nach außen geschützte Dachabschluss wurde nachträglich verändert. Die kleine Fischmaulgaube wurde zu einer Schleppgaube umgebaut. Auch die historische Einfriedung wurde nachträglich verändert.